# Gardzielec
Gardzielec (Saccopharynx ampullaceus) – gatunek morskiej, głębinowej ryby węgorzokształtnej z rodziny gardzielcowatych (Saccopharyngidae).

## Występowanie
Północno-zachodni Atlantyk, od Grenlandii po jego wschodnie tereny na wysokości Republiki Zielonego Przylądka.

## Długość ciała
Dorasta do 1,6 m długości.